# Кулльман, Кристофер
Кристофер Кулльман (нем. Christopher Kullmann; 19 сентября 1986, Кацхютте, ГДР) — немецкий футболист, нападающий клуба «Аскания».

## Карьера
В 1999 году перешёл в юношескую команду «Магдебурга». В 2005 году был заявлен за основную команду. Всего в Регионаллиге, где играл тогда «Магдебург», Кристофер провёл 3 сезона, в которых сыграл 82 матча и забил 16 мячей.
В 2008 го]у перешёл во вторую команду дортмундской «Боруссии», за которую в свой первый сезон провёл 28 матчей и забил 19 мячей.
Зимой в сезоне 2008/09 Кристофер был заявлен за основную команду «Боруссии» из-за высоких достижений во второй команде. 15 февраля 2009 года он дебютировал в Бундеслиге домашним матчем 20-го тура против «Энерги», завершившемся вничью 1:1. На 90-й минуте Кристофер заменил Тамаша Хайналя. Всего в своём первом сезоне в главной лиге страны сыграл семь матчей.
В сезоне 2009/10 Кристофер был среди запасных в главной команде, но сыграть с чемпионате не сумел. Зато сыграл 30 матчей за вторую команду, в которых не смог отличиться ни разу.